# Kissambana Yérima
Kissambana Yérima (auch: Kisanbana, Kissambana, Kissambana Yarima, Kissambara Yérima, Kissanbana, Kissanbana Yérima) ist ein Dorf in der Landgemeinde Hamdara in Niger.

## Geographie
Das von einem traditionellen Ortsvorsteher (chef traditionnel) geleitete Dorf befindet sich rund 15 Kilometer westlich des Hauptorts Hamdara der gleichnamigen Landgemeinde, die zum Departement Mirriah in der Region Zinder gehört. Zu weiteren Siedlungen in der Umgebung von Kissambana Yérima zählen Chiya Mala im Nordwesten und Falki Kabama im Südwesten.
Das Grundwasser liegt in einer Tiefe von 25 bis 45 Metern. Die Wasserqualität ist durch Bakterien beeinträchtigt. Im Gebiet von Kissambana Yérima kommt Kalksilikatgneis vor. Der hohe Anteil an Amphibolen verleiht dem Gestein ein grünliches Aussehen. Vergleichbare Vorkommen in der Region gibt es um das Dorf Kandari. Der 1880 Hektar große Wald von Kissambana ist eine Dornensteppe, die seit 1950 als forêt classée unter Naturschutz steht. Bereits in den 1970er Jahren waren 90 Prozent des ehemaligen Waldes ackerbaulich genutzt worden. Die Mare de Kissambana ist ein südlich des Dorfs gelegener kleiner See. Zu den hier beobachteten Vogelarten zählen der Kuhreiher (Bubulcus ibis), der Mangrovereiher (Butorides striata), der Abdimstorch (Ciconia abdimii), die Witwenpfeifgans (Dendrocygna viduata), der Gleitaar (Elanus caeruleus), die Teichralle (Gallinula chloropus), der Senegalliest (Halcyon senegalensis), der Langschwanz-Glanzstar (Lamprotornis caudatus) und die Palmtaube (Spilopelia senegalensis).
Es herrscht das Klima der Sahelzone vor, mit einer durchschnittlichen jährlichen Niederschlagsmenge zwischen 300 und 400 mm.

## Geschichte
Der Kanton Kissambana (Hamdara), eine Verwaltungseinheit im System der traditionellen Herrschaft (chefferie traditionnelle), geht auf die französische Kolonialzeit zurück. Er wurde vor 1921 gegründet. In den 1920er Jahren galt die durch Kissambana Yérima führende und 1375 Kilometer lange Piste von Niamey nach N’Guigmi als einer der Hauptverkehrswege in der damaligen französischen Kolonie Niger. Sie war in der Trockenzeit bis Guidimouni und wieder ab Maïné-Soroa von Automobilen befahrbar.
Bei einer Untersuchung im Jahr 1990 wurde beim Befall mit der Saugwürmer-Art Schistosoma haematobium unter den 10- bis 13-Jährigen im Ort eine Prävalenz von 88 Prozent festgestellt. In den Jahren 2000 bis 2002 erkrankten fünf Einwohner nach Infektionen durch den Guineawurm.

## Bevölkerung
Bei der Volkszählung 2012 hatte Kissambana Yérima 517 Einwohner, die in 102 Haushalten lebten. Bei der Volkszählung 2001 betrug die Einwohnerzahl 659 in 116 Haushalten und bei der Volkszählung 1988 belief sich die Einwohnerzahl auf 1503 in 301 Haushalten.

## Wirtschaft und Infrastruktur
Mit einem Centre de Santé Intégré (CSI) ist ein Gesundheitszentrum im Dorf vorhanden. Es gibt eine Schule. Die asphaltierte Nationalstraße 1, die längste Fernstraße Nigers, führt durch Kissambana Yérima.